# Nil satis nisi optimum
Nīl satis nisi optimum er et latinsk udtryk, der betyder "kun det bedste er godt nok". Internet-brugere blandt Everton F.C. fans bruger ofte forkortelsen "nsno" til at repræsentere den fulde sætning. NSNO er også navenet på et populært  fanforum for klubben.
Sætningen er også motto for:
- UKEkoret Optimum, blandet kor ved Norges Handelshøyskole i Bergen, Norge
- John D. O'Bryant School for Mathematics & Science, i Boston, Massachusetts, USA
- Carlton le Willows Academy i Gedling, England
- Provisor East High School i Maywood, Illinois, USA  Arkiveret 3. august 2009 hos  Wayback Machine.
- Tema High School, Tema, Ghana
- Loughborough University i Loughborough, England
- Combined Cadet Force (C. C. F.) ved Rutlish High School i Merton, London, England)
- 967 (BAE Warton) Squadron Air Training Corps
- Strathcona Tweedsmuir School i Calgary, Alberta, Canada
- G. O. Y. A. MS Recreational Athletic League,  i Philadelphia, Mississippi, USA.
- Westerford High School i Western Cape, Sydafrika
- Hilton Cadets førstehold i ishockey, i Hilton, New York, USA
- Fodboldholdet ved Institut for Intern Medicin, Universitetshospitalet under UANL, Monterrey, Nuevo Leon, Mexico
- Wellington Skoles kvindehold i lacrosse i Upper Arlington, Ohio
- Rocky River første drengehold i  ishockey, Rocky River, Ohio
- Clifton Hunter High School, Cayman Islands
- Southbank Skole, Caterham, Surrey, England
- Okehampton College, Devon, England
- Escondido Charter High Schools akademiske liga
- FASE, Football Academy School of Excellence i Polen